# Pseudogynoxys chenopodioides
Espèce
Synonymes
- Cacalia scandens Zeyh. ex DC.
- Gynoxys berlandieri  DC.
- Gynoxys berlandieri var. cordifolia DC.
- Gynoxys berlandieri var.  cuneata DC.
- Gynoxys cordifolia Cass.
- Gynoxys cordifolia var. neaei DC.
- Pseudogynoxys berlandieri  (DC.) Cabrera
- Pseudogynoxys cordifolia  (Cass.) Cabrera
- Pseudogynoxys volubilis  (Hook.) Cabrera
- Senecio berlandieri  (DC.) Hemsl.
- Senecio chenopodioides Kunth
- Senecio confusus  Britten
- Senecio jussieui  Klatt ex Hieron.
- Senecio oerstedtii  Kuntze
- Senecio scandens  Juss. ex DC.
- Senecio volubilis  Hook.  [2]

Pseudogynoxys chenopodioides (syn. Senecio confusus), la liane de feux mexicaine, ou encore marguerite orange, est une espèce de plante à fleurs de la famille des Astéracées, originaire du Mexique, d'Amérique centrale et des Antilles.

## Description

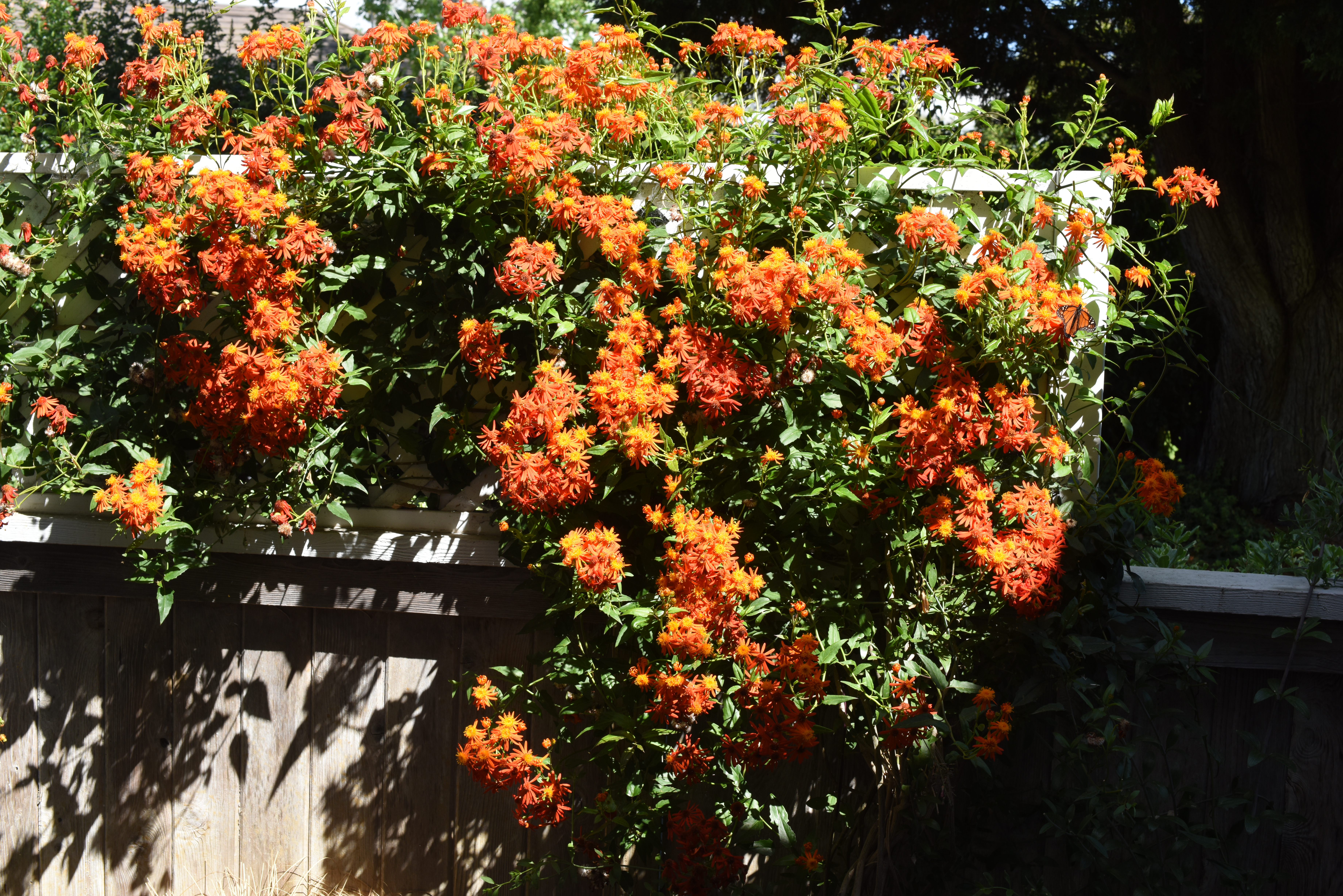
Escalade d'un treillis en Californie.

Pseudogynoxys chenopodioides est une liane herbacée volubile avec des tiges lisses et des feuilles persistantes alternées en forme de pointe de flèche atteignant parfois une hauteur de 5 m.
Il a des fleurs à rayons orange à rouge et des fleurs en disque orange, et des fruits côtelés avec des soies persistantes qui apparaissent du printemps à l'automne,.

## Culture
Cette liane mexicaine est appréciée comme plante ornementale en raison de ses fleurs voyantes. Elle est largement cultivée dans les jardins de certaines régions des États-Unis, mais aussi en métropole sur la zone méditerranéenne. Il a besoin de plein soleil, d'un sol bien drainé et d'un treillis ou d'un arbuste sur lequel grimper. Dans les régions plus froides, le gel tuera les pousses, mais les racines peuvent survivre à l'hiver  la plupart du temps ,. Elle peut être cultivé comme plante annuelle en raison de sa croissance rapide. Si elle n'est pas cultivée comme une liane, elle poussera sous une forme ramassée ressemblant à un arbuste .
Elle est cultivée en Floride et a été signalée comme persistante après sa culture là-bas, poussant aussi sur des sites perturbés.